# Ag-ya
Ag-ya (악야?) è un film sudcoreano del 1952 diretto, prodotto e montato da Shin Sang-ok.

## Trama
Una sera, un uomo esce di casa. Si reca al bar ed inizia a bere, fino ad ubriacarsi. Quando esce, incontra una prostituta. Finiscono in un motel, ma, invece di consumare un rapporto sessuale, ella racconta allo sconosciuto della sua vita da "donna di conforto", termine usato per le donne costrette a diventare schiave sessuali dai soldati stranieri. L'uomo rimane così toccato dalla sua storia che le lascia tutti i soldi che in quel momento possiede. Tornando a casa, l'uomo si rende conto che l'aver ascoltato la drammatica storia della prostituta in qualche modo lo ha cambiato. Infatti, dal giorno seguente egli si dedicherà a migliorare la vita a tutte le persone come la prostituta incontrata il giorno precedente.